# Gran Premio motociclistico del Brasile 1997
Il Gran Premio motociclistico di Rio 1997 fu il decimo appuntamento del motomondiale 1997.
Si svolse il 3 agosto 1997 all'Autódromo Internacional Nelson Piquet e vide la vittoria di Mick Doohan su Honda nella classe 500, di Olivier Jacque nella classe 250 e di Valentino Rossi nella classe 125.

## Classe 500

### Arrivati al traguardo
| Pos | Nº | Pilota                   | Squadra               | Motocicletta | Giri | Tempo     | Griglia | Punti |
| --- | -- | ------------------------ | --------------------- | ------------ | ---- | --------- | ------- | ----- |
| 1   | 1  | Mick Doohan              | Repsol Honda          | Honda        | 24   | 45:05.793 | 1       | 25    |
| 2   | 7  | Tadayuki Okada           | Repsol Honda          | Honda        | 24   | +0.706    | 4       | 20    |
| 3   | 3  | Luca Cadalora            | Red Bull Yamaha WCM   | Yamaha       | 24   | +22.535   | 2       | 16    |
| 4   | 18 | Nobuatsu Aoki            | Rheos ELF F.C.C. T.S. | Honda        | 24   | +23.493   | 7       | 13    |
| 5   | 5  | Norifumi Abe             | Yamaha Team Rainey    | Yamaha       | 24   | +23.769   | 11      | 11    |
| 6   | 16 | Jürgen Fuchs             | Elf 500 Roc           | ELF 500      | 24   | +29.435   | 12      | 10    |
| 7   | 19 | Doriano Romboni          | IP Aprilia Racing     | Aprilia      | 24   | +41.674   | 5       | 9     |
| 8   | 12 | Jean-Michel Bayle        | Marlboro Team Roberts | Modenas KR3  | 24   | +44.113   | 6       | 8     |
| 9   | 55 | Régis Laconi             | Tecmas Honda Elf      | Honda        | 24   | +1:02.722 | 15      | 7     |
| 10  | 23 | Anthony Gobert           | Lucky Strike Suzuki   | Suzuki       | 24   | +1:06.351 | 9       | 6     |
| 11  | 21 | Jurgen van den Goorbergh | Millar MQP            | Honda        | 24   | +1:09.161 | 16      | 5     |
| 12  | 22 | Kirk McCarthy            | Red Bull Yamaha WCM   | ROC Yamaha   | 24   | +1:25.393 | 19      | 4     |
| 13  | 6  | Daryl Beattie            | Lucky Strike Suzuki   | Suzuki       | 24   | +1:27.215 | 8       | 3     |
| 14  | 9  | Alberto Puig             | MoviStar Honda Pons   | Honda        | 24   | +1:28.898 | 20      | 2     |
| 15  | 17 | Lucio Pedercini          | Team Pedercini        | ROC Yamaha   | 24   | +1:50.890 | 21      | 1     |
| 16  | 25 | Laurent Naveau           | Millet Racing         | ROC Yamaha   | 23   | +1 giro   | 22      |       |
| 17  | 15 | Frédéric Protat          | Soverex FP Racing     | Honda        | 23   | +1 giro   | 23      |       |

### Ritirati
| Nº | Pilota           | Squadra               | Motocicletta | Giri | Griglia |
| -- | ---------------- | --------------------- | ------------ | ---- | ------- |
| 4  | Alex Barros      | Honda Gresini         | Honda        | 23   | 13      |
| 14 | Juan Borja       | Elf 500 Roc           | ELF 500      | 14   | 14      |
| 20 | Sete Gibernau    | Yamaha Team Rainey    | Yamaha       | 13   | 10      |
| 10 | Kenny Roberts Jr | Marlboro Team Roberts | Modenas KR3  | 6    | 17      |
| 8  | Carlos Checa     | MoviStar Honda Pons   | Honda        | 1    | 3       |

### Non partito
| Nº | Pilota      | Squadra      | Motocicletta | Griglia |
| -- | ----------- | ------------ | ------------ | ------- |
| 24 | Takuma Aoki | Repsol Honda | Honda        | 18      |

## Classe 250

### Arrivati al traguardo
| Pos | Nº | Pilota               | Squadra                      | Motocicletta | Giri | Tempo     | Griglia | Punti |
| --- | -- | -------------------- | ---------------------------- | ------------ | ---- | --------- | ------- | ----- |
| 1   | 19 | Olivier Jacque       | Chesterfield Elf Tech 3      | Honda        | 22   | 42:09.114 | 1       | 25    |
| 2   | 31 | Tetsuya Harada       | Aprilia Racing               | Aprilia      | 22   | +0.233    | 6       | 20    |
| 3   | 5  | Tōru Ukawa           | Benetton Honda               | Honda        | 22   | +6.088    | 7       | 16    |
| 4   | 65 | Loris Capirossi      | Aprilia Racing               | Aprilia      | 22   | +15.065   | 2       | 13    |
| 5   | 1  | Max Biaggi           | Marlboro Team Kanemoto Honda | Honda        | 22   | +22.377   | 4       | 11    |
| 6   | 15 | Stefano Perugini     | Nastro Azzurro Aprilia       | Aprilia      | 22   | +31.888   | 5       | 10    |
| 7   | 7  | Haruchika Aoki       | Matteoni Racing              | Honda        | 22   | +47.291   | 9       | 9     |
| 8   | 12 | Takeshi Tsujimura    | F.C.C. Technical Sports      | TSR-Honda    | 22   | +50.732   | 11      | 8     |
| 9   | 27 | Sebastián Porto      | PR2 YPF - ESCO               | Aprilia      | 22   | +52.808   | 10      | 7     |
| 10  | 11 | Jeremy McWilliams    | QUB Team Optimum             | Honda        | 22   | +53.489   | 16      | 6     |
| 11  | 8  | Cristiano Migliorati | Team Axo Inoxmacel           | Honda        | 22   | +1:00.520 | 8       | 5     |
| 12  | 2  | Ralf Waldmann        | Marlboro Honda               | Honda        | 22   | +1:04.124 | 3       | 4     |
| 13  | 10 | Luca Boscoscuro      | Dee Cee Racing               | Honda        | 22   | +1:05.342 | 19      | 3     |
| 14  | 26 | Emilio Alzamora      | Fortuna Honda                | Honda        | 22   | +1:07.396 | 22      | 2     |
| 15  | 17 | José Luis Cardoso    | S.S.P. Competicion           | Yamaha       | 22   | +1:09.352 | 13      | 1     |
| 16  | 99 | Giuseppe Fiorillo    | Radiant Racing               | Aprilia      | 22   | +1:10.294 | 14      |       |
| 17  | 25 | Oliver Petrucciani   | Mohag Aprilia Racing         | Aprilia      | 22   | +1:37.897 | 15      |       |
| 18  | 22 | Kurtis Roberts       | PJ1 Oils                     | Honda        | 22   | +1:57.163 | 24      |       |
| 19  | 28 | Eustaquio Gavira     | Scuderia Mobil 1 AGV         | Aprilia      | 21   | +1 giro   | 23      |       |

### Ritirati
| Nº | Pilota           | Squadra                   | Motocicletta | Giri | Griglia |
| -- | ---------------- | ------------------------- | ------------ | ---- | ------- |
| 93 | Federico Gartner | Gregorio Imsa Castrol VHT | Honda        | 13   | 25      |
| 20 | Noriyasu Numata  | Arie Molenaar Racing      | Suzuki       | 10   | 12      |
| 6  | Luis d'Antín     | S.S.P. Competicion        | Yamaha       | 9    | 17      |
| 23 | Johan Stigefelt  | Molenaar Suzuki           | Suzuki       | 8    | 20      |
| 29 | Idalio Gavira    | Scuderia Mobil 1 AGV      | Aprilia      | 4    | 26      |
| 16 | William Costes   | Chesterfield Elf Tech 3   | Honda        | 1    | 21      |
| 18 | Osamu Miyazaki   | Edo Racing                | Yamaha       | 0    | 18      |

### Non qualificato
| Nº | Pilota               | Squadra          | Motocicletta |
| -- | -------------------- | ---------------- | ------------ |
| 92 | Francesco Pellegrino | Adelante Gojedes | Yamaha       |

## Classe 125

### Arrivati al traguardo
| Pos | Nº | Pilota                | Squadra                   | Motocicletta | Giri | Tempo     | Griglia | Punti |
| --- | -- | --------------------- | ------------------------- | ------------ | ---- | --------- | ------- | ----- |
| 1   | 46 | Valentino Rossi       | Nastro Azzurro Aprilia    | Aprilia      | 21   | 42:32.218 | 2       | 25    |
| 2   | 7  | Noboru Ueda           | Team Pileri               | Honda        | 21   | +1.379    | 1       | 20    |
| 3   | 41 | Yōichi Ui             | Yamaha Kurz               | Yamaha       | 21   | +8.481    | 9       | 16    |
| 4   | 3  | Tomomi Manako         | UGT 3000                  | Honda        | 21   | +9.015    | 8       | 13    |
| 5   | 8  | Kazuto Sakata         | UGT 3000                  | Aprilia      | 21   | +27.102   | 12      | 11    |
| 6   | 32 | Mirko Giansanti       | Matteoni Racing           | Honda        | 21   | +27.240   | 13      | 10    |
| 7   | 5  | Jorge Martínez        | Airtel-Aspar              | Aprilia      | 21   | +27.391   | 3       | 9     |
| 8   | 10 | Lucio Cecchinello     | Spidi Honda LCR           | Honda        | 21   | +27.454   | 4       | 8     |
| 9   | 19 | Frédéric Petit        | Team RMS                  | Honda        | 21   | +27.582   | 5       | 7     |
| 10  | 2  | Masaki Tokudome       | Docshop Racing            | Aprilia      | 21   | +27.731   | 6       | 6     |
| 11  | 15 | Roberto Locatelli     | Team Axo Inoxmacel        | Honda        | 21   | +27.981   | 24      | 5     |
| 12  | 22 | Steve Jenkner         | Aprilia - ADAC Sachsen    | Aprilia      | 21   | +37.002   | 20      | 4     |
| 13  | 72 | Garry McCoy           | Marlboro Team Alfa Bieffe | Aprilia      | 21   | +37.228   | 11      | 3     |
| 14  | 24 | Gino Borsoi           | Semprucci Biesse          | Yamaha       | 21   | +39.196   | 14      | 2     |
| 15  | 17 | Juan Enrique Maturana | Yamaha Kurz               | Yamaha       | 21   | +39.514   | 15      | 1     |
| 16  | 62 | Yoshiaki Katō         | Semprucci Biesse          | Yamaha       | 21   | +48.621   | 21      |       |
| 17  | 20 | Masao Azuma           | L.B. Racing               | Honda        | 21   | +57.139   | 19      |       |
| 18  | 26 | Ivan Goi              | Marlboro Team Alfa Bieffe | Aprilia      | 21   | +1:03.048 | 16      |       |
| 19  | 25 | Josep Sardá           | Finsco Chasis             | Honda        | 21   | +1:07.347 | 22      |       |
| 20  | 12 | Dirk Raudies          | Finsco Chasis             | Honda        | 21   | +1:12.489 | 18      |       |
| 21  | 95 | Adilson Zaccari       | Honda Brasil Racing       | Honda        | 20   | +1 giro   | 25      |       |
| 22  | 92 | César Barros          | Honda Brasil Racing       | Honda        | 20   | +1 giro   | 28      |       |
| 23  | 97 | Carlos Medeiros       | Honda Brasil Racing       | Honda        | 20   | +1 giro   | 29      |       |
| 24  | 94 | Renato Velludo        | Honda Brasil Racing       | Honda        | 20   | +1 giro   | 31      |       |
| 25  | 93 | Eraldo Tomé           | Honda Brasil Racing       | Honda        | 20   | +1 giro   | 30      |       |

### Ritirati
| Nº | Pilota             | Squadra             | Motocicletta | Giri | Griglia |
| -- | ------------------ | ------------------- | ------------ | ---- | ------- |
| 96 | Cristiano Vieira   | Honda Brasil Racing | Honda        | 19   | 26      |
| 33 | Manfred Geissler   | UGT 3000            | Aprilia      | 13   | 7       |
| 21 | Gianluigi Scalvini | Team Axo Inoxmacel  | Honda        | 13   | 10      |
| 29 | Ángel Nieto Jr     | Airtel-Aspar        | Aprilia      | 4    | 23      |
| 77 | Benny Jerzenbeck   | UGT 3000            | Honda        | 1    | 27      |

### Non partito
| Nº | Pilota         | Squadra     | Motocicletta | Griglia |
| -- | -------------- | ----------- | ------------ | ------- |
| 39 | Jaroslav Huleš | L.B. Racing | Honda        | 17      |